# ライブツアー 「還暦少年」
『STARDUST REVUE ライブツアー 「還暦少年」』（スターダストレビューライブツアー「かんれきしょうねん」）は、スターダストレビュー7枚目のライブ・アルバム。2020年2月26日に発売された。

## 解説
2019年11月の東京・中野サンプラザ公演の模様を収録している。

## 収録曲
1. ブラックペッパーのたっぷりきいた私の作ったオニオンスライス
2. Smiling Face
3. 夜更けのリフ～midnight riff
4. 恋するTシャツ
5. Blues In The Rain
作詞・作曲：根本要
6. 木蘭の涙
7. 海月 ～UMIZUKI～
8. You're My Love
作詞・作曲：根本要
9. 夢伝説
10. 還暦少年
11. 今夜だけきっと
12. うしみつジャンボリー
13. オラが鎮守の村祭り
14. 路傍の歌